# Кубика Чирнгауза

Кубика Чирнгауза,

Ку́бика Чирнгауза (также известна под названиями «ку́бика Лопиталя» и «трисектриса Каталана») — кубика (плоская алгебраическая кривая 3-го порядка), определяемая в полярных координатах следующим уравнением:
{\displaystyle r=a\sec ^{3}\left(\theta /3\right)},
где {\displaystyle a} — ненулевая константа. В прямоугольных координатах это уравнение приобретает вид:
{\displaystyle 27ay^{2}=(a-x)(8a+x)^{2}}
Эта кривая названа в честь немецкого философа, математика и экспериментатора Э. Чирнгауза.

## Обобщение
Кубика Чирнгауза есть Синусоидальная спираль при {\displaystyle \textstyle n=-{\frac {1}{3}}}.